# Maść Mikulicza
Maść Mikulicza (farm. Unguentum Argenti nitrici compositum, syn. Unguentum nigrum, Unguentum Bilrothi, Unguentum Argenti nitratis compositum) – preparat galenowy, wprowadzony do lecznictwa przez wrocławskiego chirurga Jana Mikulicza-Radeckiego. Wywiera działanie przeciwbakteryjne, przeciwpasożytnicze oraz pobudzające ziarninowanie ran. Stosowana w chirurgii i dermatologii w leczeniu trudno gojących się, przewlekłych ran i owrzodzeń. Używana także w weterynarii. Maść Mikulicza nie jest wytwarzana jako lek gotowy przez przemysł farmaceutyczny. Jest to preparat sporządzany jako lek recepturowy w aptekach, z przepisu lekarza, na podstawie recepty lekarskiej.
Rp.
Argentii nitrici        1,0
Balsami peruviani      10,0
Vaselini flavi    ad  100,0
M.f.Ung.

tłumaczenie

Weź
Azotanu srebrowego     1 gram
Balsamu peruwiańskiego  10 gramów
Wazeliny żółtej      do 100 gramów
Zmieszaj, niech powstanie maść
Niekiedy, ze względu na różną jakość wazeliny żółtej, balsam peruwiański nie jest w stanie swobodnie połączyć się z wazeliną żółtą. Zaleca się wtedy przed wprowadzeniem do podłoża wstępne wymieszanie balsamu peruwiańskiego z równoważną ilością oleju rycynowego, ujmując ilość podłoża.